# Papilionidae
Papilionidae este o familie de fluturi colorați care cuprinde cel puțin 500 de specii și, deși majoritatea pot fi găsiți în regiuni tropicale, există pe toate continentele, cu excepția Antarcticii. Familia include cei mai mari fluturi din lume, aceia fiind fluturii din Australia (genul  Ornithoptera).

## Taxonomie
Există circa 605 specii, împărțite în trei subfamilii:
- Baroniinae (monotipic)
  - Baronia
- Papilioninae (480 specii)
  - Atrophaneura
  - Battus
  - Byasa
  - Chilasa
  - Cressida
  - Euryades
  - Eurytides
  - Graphium
  - Iphiclides
  - Lamproptera
  - Losaria
  - Meandrusa
  - Mimoides
  - Ornithoptera
  - Pachliopta
  - Papilio
  - Parides
  - Pharmacophagus
  - Protesilaus
  - Protographium
  - Teinopalpus
  - Trogonoptera
  - Troides
- Parnassiinae (50 specii)
  - Allancastria
  - Archon
  - Bhutanitis
  - Hypermnestra
  - Luehdorfia
  - Parnassius
  - Sericinus